# Агуас-ди-Шапеко
Агуас-ди-Шапеко (порт. Águas de Chapecó)  —  муниципалитет в Бразилии, входит в штат Санта-Катарина. Составная часть мезорегиона Запад штата Санта-Катарина. Входит в экономико-статистический  микрорегион Шапеко. Население составляет 5293 человека на 2006 год. Занимает площадь 139,132 км². Плотность населения - 38,0 чел./км².
Праздник города —  14 декабря.

## История
Город основан 14 декабря 1962 года.

## Статистика
- Валовой внутренний продукт на 2003 составляет 37.006.689,00 реалов (данные: Бразильский институт географии и статистики).
- Валовой внутренний продукт на душу населения на 2003 составляет 6.707,76 реалов (данные: Бразильский институт географии и статистики).
- Индекс развития человеческого потенциала на 2000 составляет 0,781 (данные: Программа развития ООН).